# Río Cusiana
Le río Cusiana est une rivière de Colombie et un affluent du río Meta, donc un sous-affluent de l'Orénoque.

## Géographie
Le río Cusiana prend sa source sur le versant est de la cordillère Orientale, près du lac de Tota (département de Boyacá). Il coule ensuite vers le sud puis le sud-est avant de rejoindre le río Meta.